# Pseudomugil connieae
The Popondetta blue-eye (Pseudomugil connieae) or popondetta rainbowfish là một loài cá thuộc họ Pseudomugilidae. Nó là loài đặc hữu của Papua New Guinea.